# Grammodes congenita
Grammodes congenita är en fjärilsart som beskrevs av Walker 1857. Grammodes congenita ingår i släktet Grammodes och familjen nattflyn. Inga underarter finns listade i Catalogue of Life.

## Bildgalleri

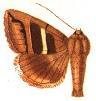